# Slaget om Ấp Bắc
Slaget om Ấp Bắc var en træfning udkæmpet mellem Sydvietnam, støttet af amerikanske militære rådgivere og FNL/Viet Cong. Slaget fandt sted 2. januar 1963 i Định Tường-provinsen i Sydvietnam. Slaget fik stor betydning for den senere amerikanske militære optrapning i landet, efter som træfningen afslørede kommunisternes militære slagkraft og Sydvietnams manglende evne til at føre krigen på egen hånd. Journalister var til stede på slagmarken i det umiddelbare efterspil og forstærkede dermed indtrykket af, at krigen var i færd med at tippe i kommunistenes favør.

## Baggrund
Siden Genève-aftalerne i 1954 havde Vietnam været delt langs den 17. breddegrad mellem det kommunistiske nord ledet af Hồ Chí Minh, og et vestligt støttet kapitalistisk syd under Ngô Đình Diệm. Under fredsplanen skulle frie valg i 1956 lægge grundlaget for genforeningen af landet. Ingen af parterne overholdt aftalen, og nord forsøgte at erobre sydlandet med vold. Nordvietnam blev støttet af Maos Kina og Sovjetunionen og havde længe udkæmpet en guerillakrig i syd. Frygt for tabet af Sydvietnam havde ført til en gradvis forøgelse af amerikansk hjælp. Mod slutningen af 1962 var der 2.700 amerikanske rådgivere integreret i sydvietnamesiske enheder, og store leverancer af håndvåben, helikoptre og panservogne var også blevet bevilget til Sydvietnam. Den 28. december 1962 fik sydvietnamesiske enheder oplysninger om en Viet Cong-enhed, som havde etableret stillinger ved landsbyen Ấp Bắc, og besluttede sig for at angribe. Nordvietnamesiske styrker var blevet advaret om angrebet takket være stjålne amerikanske militærradioer. De besluttede sig for at arrangere et baghold.

## Slaget
Klokken 7 om morgenen ankom ti H-21 "flyvende bananer" med 1. bataljon i Sydvietnams 11. infanteriregiment til en rismark ca. 300 meter fra Ấp Bắc. Marken var dækket af tåge, og enhederne bevægede sig til fods i kolonner mod landsbyen. Da sydvietnameserne var 30 meter fra kanten af marken, åbnede Viet Cong sit bagholdsangreb. 1. bataljons kommandør blev umiddelbart dræbt, og mange af hans medsoldater blev mejet ned på den åbne mark. Resten af enheden søgte dækning. Helikoptrene, fløjet af amerikanske piloter, fragtede forstærkninger ind for at hjælpe. Stadig flere kompagnier blev sat ind i den dødelige kugleregn. Viet Cong skød mod helikopterne med granater og bombekastere, og ødelagde fem, mens de landede og lettede. Sydvietnameserne fik i løbet af eftermiddagen artilleristøtte og luftstøtte fra amerikanske enheder som beskød de nordvietnamesiske stillinger, med minimal effekt. Til sidst blev M113-panservogne sat ind i slaget for at redde de sydvietnamesiske enheder. Tidligere fik disse køretøjer Viet Cong til at flygte, men denne gang blev vognene og deres udsatte maskingeværmandskab beskudt. Nogle af slagets alvorligste tab blev lidt af panservongsmandskaberne. Efterhånden, som aftenen nærmede sig, indsatte Sydvietnam til sidst sin elitestyrke på 300 faldskærmjægere for at afskære nordvietnamesernes tilbagetrækning mod øst. Da transportflyene nærmede sig Ấp Bắc, blev de beskudt og piloterne ændrede flyveretning. Mandskaberne kompenserede ikke for denne ændring, da de hoppede ud af flyene, og landede derfor foran kommunisternes stillinger, i stedet for bag. Mange af soldaternes faldskærme satte sig fast i træerne. Dermed blev også denne enhed udsat for store tab. På trods af al modgangen var det lige før, at Viet Congs stillinger faldt. Nordvietnameserne trak sig derfor tilbage mod øst, da natten faldt på om aftenen den 2. januar, uden at blive forhindret eller beskudt.

## Resultat
Militært set var slaget ved Ấp Bắc ubetydeligt. Sydvietnameserne havde indtaget landsbyen, trods store tab. Alligevel skulle slaget få store eftervirkninger. For det første viste det, at Sydvietnam ikke havde evne til at vinde krigen mod nord på egen hånd. Deres bedste enheder havde lidt store tab og gjort en række taktiske fejl, og fjenden var sluppet væk uden tab. For det andet viste slaget, at amerikanske bevilgninger til landet ikke var tilstrækkelige. Til trods for hjælp både fra helikoptre og panservogne havde fjendens stillinger holdt. De vestlige journalister til stede karakteriserede slaget som et nederlag. Det blev klart for den amerikanske ledelse, at dersom der ikke blev givet større bevilgninger til Sydvietnam, ville det tabe krigen. Et år senere ville præsident Lyndon B. Johnson iværksætte amerikanske luftangreb og blokkade, og mindre end to år senere ville amerikanske kampstyrker blive landsatte i Sydvietnam.